# خليج ويلوبي (أنتيغوا وبربودا)

خليج ويلوبي (بالإنجليزية: Willoughby Bay) هو خليج يقع في الساحل الجنوبي الشرقي لجزيرة أنتيغوا، على بعد 15 كم عن مدينة سانت جونز، عاصمة أنتيغوا وبربودا.